# Epiphora ploetzi
Epiphora ploetzi är en fjärilsart som beskrevs av Gustav Weymer 1880. Epiphora ploetzi ingår i släktet Epiphora och familjen påfågelsspinnare. Inga underarter finns listade i Catalogue of Life.

## Bildgalleri

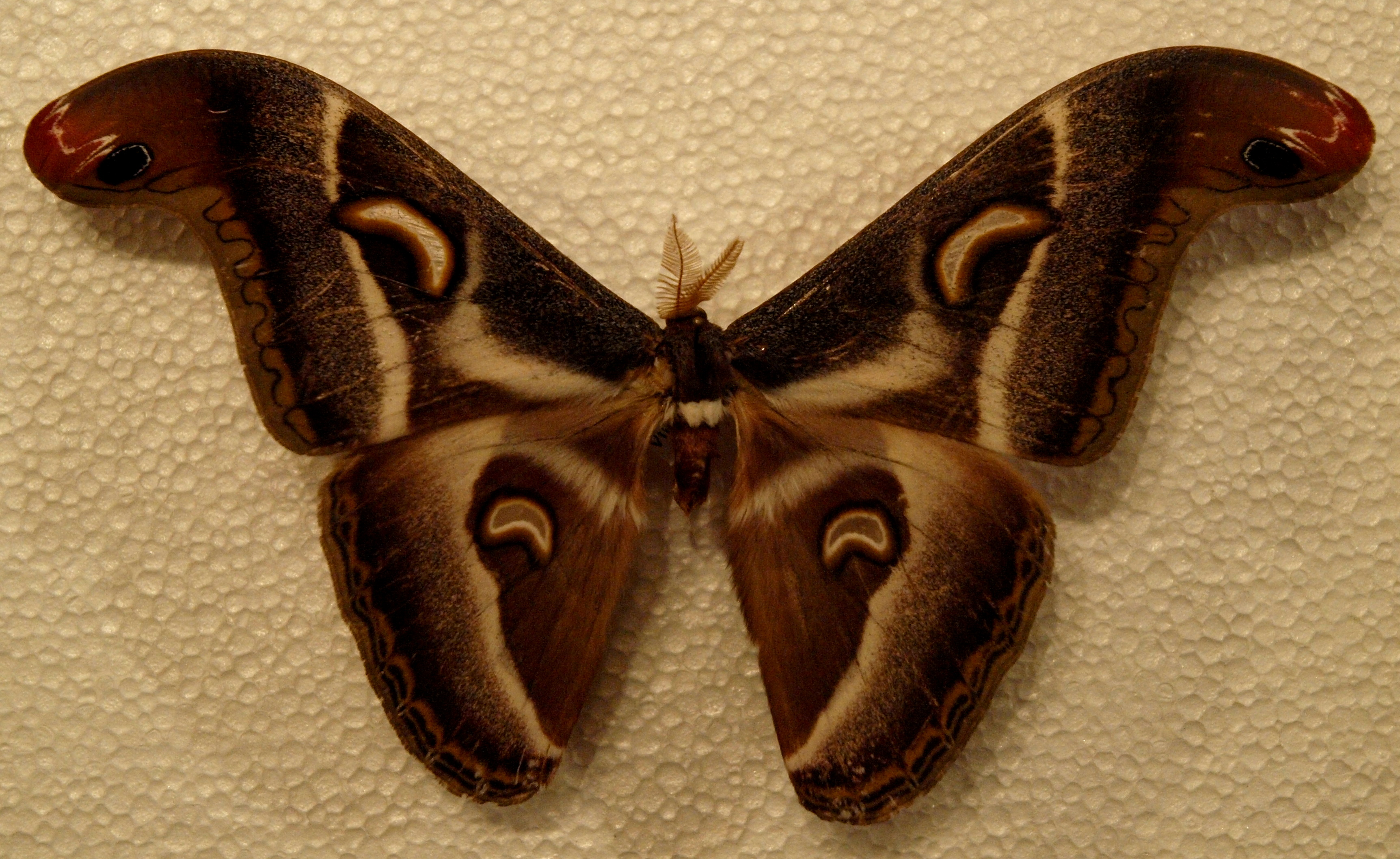